# Yams
Yams (eller jams) er en stivelsesholdig grøntsag, der stammer fra planter i slægten Dioscorea, f.eks Dioscorea rotundra. 
Yams er en rodknold.
Den kom til Europa i det 16. århundrede og stammer oprindelig fra Afrika. Slægten Diascorea er i familien Dioscoreaceae i Yams-ordenen, hvoraf mange er vigtige nytteplanter i tropiske egne.
Yams stammer fra Asien og Afrika, hvor planten har været dyrket i mere end 5000 år som et vigtigt basisnæringsmiddel. Før den tid voksede de vildt i naturen, men blev stadig anvendt.
Yams tilhører en planteslægt med omkring 600 arter men det er kun få arter, der dyrkes som kulturplanter. Det er en flerårig plante, som høstes efter 7-12 måneder, og anvendes på samme måde som almindelig kartoffel og sød kartoffel.
Yams bliver ofte fejlagtigt forvekslet med batat og omvendt.
Hvad kræver yamsplanten?
Den skal være i 20-22 grader og skal vandes.
Anvendelse
Skrælles og skylles.
Svind: ca 15%
De skrællede knolde spises kogte eller ristede og smagen er neutral.
En vestafrikansk specialitet fufu, fremstilles ved findeling af kogte yams i en morter.
Frysning

Yams kan fryses og skal blancheres i ca. 7 min. Efter optøning bliver de grynede og er derfor bedst velegnede til gryderetter.
| Botanik | Spire Denne botanikartikel er en spire som bør udbygges. Du er velkommen til at hjælpe Wikipedia ved at udvide den. |